# Gerd Grabher
Gerd Grabher (Lustenau, 2 novembre 1953) è un ex arbitro di calcio austriaco.
Internazionale dal 1991, ha diretto al Campionato europeo di calcio 1996 la partita Paesi Bassi-Inghilterra, vinta 4-1 dagli inglesi.
Ha smesso di arbitrare nel 2000.